# Gare d'Eikenes
La gare d'Eikenes est une ancienne halte ferroviaire norvégienne, située dans la commune de Larvik.

## Situation ferroviaire
La gare est située dans la commune de Larvik, dans le comté du Vestfold, et se trouve à 174,64 km d'Oslo.

## Histoire
La halte a été mise en service le 23 janvier 1899 mais s'appelait à l'époque et jusqu'en avril 1921 Ekenes. 
De nouvelles voies ont été construites entre Porsgrunn et Larvik. La mise en service de ces voies s'est faite le 24 septembre 2018. Ne passant plus par Eikenes, la halte est depuis fermée.

## Service des voyageurs

### Accueil
La halte possédait une aubette mais n'avait ni parking ni automate.

### Desserte
La gare était desservie par la ligne régionale R11 qui relie Skien à Oslo et Eidsvoll à raison d'un train par jour dans chaque sens et de deux les samedis et dimanches.

### Intermodalité
Il y a un arrêt de bus à proximité de la gare.